# Высшие женские естественно-научные курсы

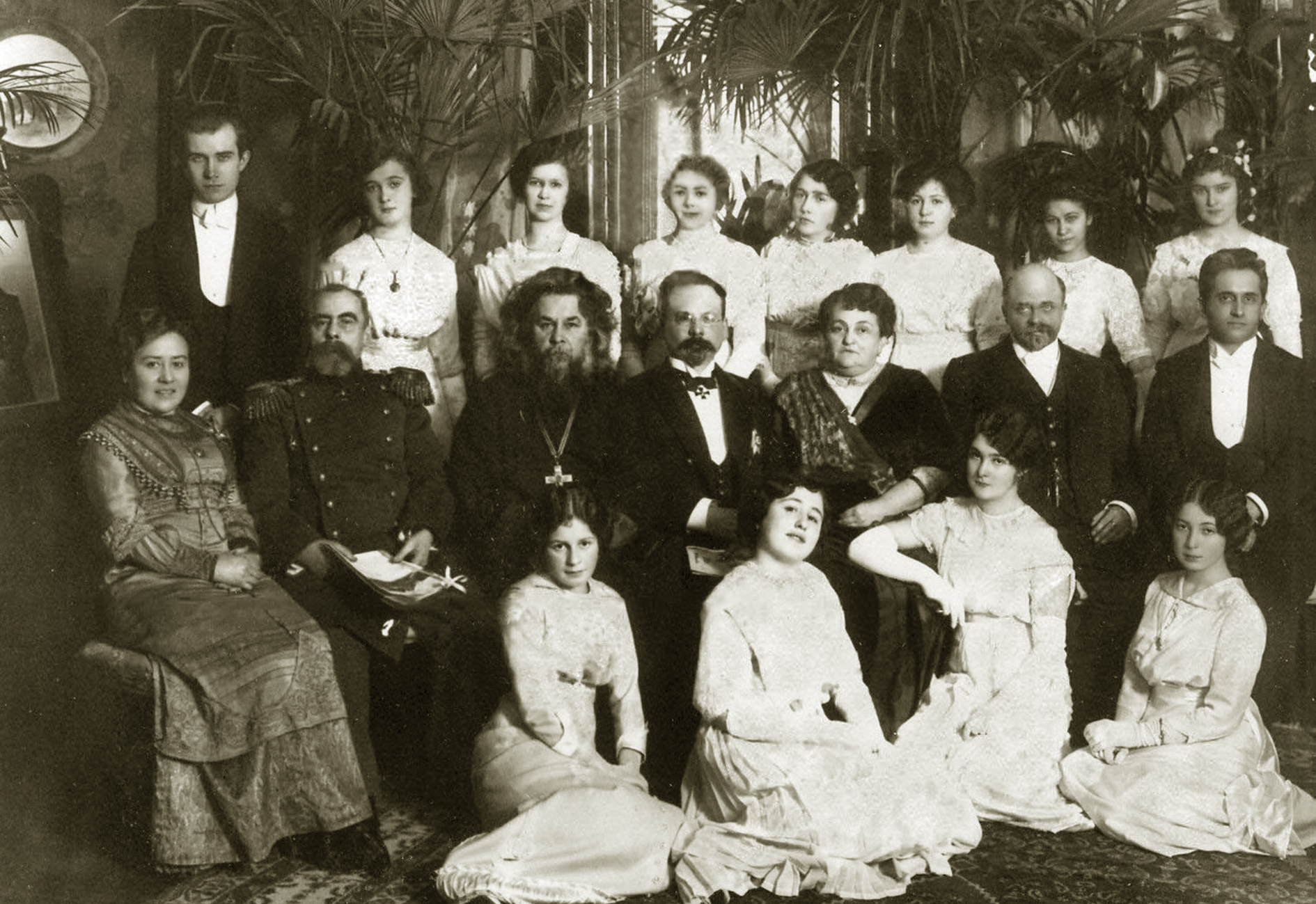
10-летний юбилей курсов: М. А. Лохвицкая-Скалон (в центре). На снимке: В. М. Шимкевич (2-й справа), Ф. Е. Тур (1-й справа). Фото К. Буллы, 1913 г.

Высшие женские естественно-научные курсы М.А. Лохвицкой-Скалон (1903—1918) — женское высшее учебное заведение в Петербурге (Петрограде), дававшее соответствующий уровень образования, но официально такого статуса не имевшее.

## История
- 1897 г. — в Петербурге была открыта частная женская гимназия баронессы М. А. Лохвицкой-Скалон, выпускницы Бестужевских курсов.
- 15 сентября 1903 г. — на базе гимназии открылись двухгодичные Высшие женские курсы.
- январь 1906 г. — был открыт 3-й курс.
- 3 апреля 1909 г. — был открыт 4-й курс.

Курсы  изначально задумывались, с одной стороны, как «подготовительные для желающих поступить в Женский медицинский институт или желающих заниматься преподаванием естествоведения»; с другой стороны, они могли иметь общеобразовательное значение.

Слушательницам курсов предоставлялось право слушать лекции в любой последовательности
«...с чтением на них следующих предметов: физика, элементарная математика, химия, минералогия с геологией, зоология, анатомия, ботаника, латинский язык».

В «Проекте положения» о курсах отмечалось, что учредители М.А. Лохвицкая-Скалон и В.М. Шимкевич являются: «Первая — собственницей и начальницей  курсов, второй — Председателем Совета и заведующим курсами. Совет состоит из всех преподавателей, председателя и начальницы курсов».
Всего на курсах было три отделения:
1. основное, соответствующее естественному отделению физико-математического факультета,
2. педагогическое, которое готовило преподавательниц естествоведения и географии,
3. фармацевтическое.

### Профессорско-преподавательский состав
Для преподавания на Высших женских курсах, учредителями курсов был привлечён университетский профессорско-преподавательский состав. 
Так, заведующий курсами профессор Санкт-Петербургского университета В. М. Шимкевич подавал прошения на имя попечителя Санкт-Петербургского учебного округа о допущении к чтению лекций профессоров университета, Женского медицинского института, Политехнического института и другихучебных заведений
.
В ответ, из Министерства народного просвещения поступило «Распоряжение МНП от 12 декабря 1903 г.»: «Допустить к занятиям на Женских естественно-научных курсах при частной женской гимназии госпожи Лохвицкой-Скалон в Санкт-Петербурге следующих лиц, состоящих на учебной службе, а именно по кафедрам:
- гистологии — профессора Петербургского медицинского института Александра Станиславовича Догеля (1852—1922);
- зоологии — профессора Санкт-Петербургского университета Владимира Михайловича Шимкевича (1858—1923);
- физики — профессора Политехнического института Владимира Владимировича Скобельцына (1863—1947);
- минералогии — приват-доцента Санкт-Петербургского университета Германа Германовича Петца (1867—1908);
- физиологии в связи с анатомией — приват-доцента Санкт-Петербургского университета, физиолога Императорской Академии наук Федора Евдокимовича Тура (1866—1942);
- химии — магистра фармации, лектора Санкт-Петербургского Женского медицинского института Александра Семеновича Гинзберга (1870—1937);
- ботаники — ассистента профессора Женского медицинского института Владимира Мартыновича Арциховского (1876—1931);
- математики — преподавателя Политехнического института Алексея Алексеевича Адамовича;
- латинского языка — преподавателя гимназии при Историко-филологическом институте Георгия Карловича Шмида (1836—1912)».

Также, на курсах М. А. Лохвицкой-Скалон преподавали:
- профессор ботаники Санкт-Петербургского университета Владимир Леонтьевич Комаров (1869—1945),
- профессор химии Михайловской артиллерийской академии Алексей Васильевич Сапожников (1868—1935),
- лингвист, позже профессор ЛГПИ им. А. И. Герцена Лев Петрович Якубинский (1892—1945).

### Закрытие
Высшие женские естественнонаучные курсы М. А. Лохвицкой-Скалон были закрыты 30 ноября 1918 г. «Постановлением Комиссариата народного просвещения» за подписью А.В. Луначарского:
«К 1 января 1919 г. ликвидация курсов должна быть закончена. Инвентарь курсов передаётся в распоряжение Третьего Педагогического института. Слушатели могут быть приняты в Третий Педагогический институт».
Библиотека курсов была передана институту; эта библиотека стала важной составляющей фундаментальной библиотеки ЛГПИ—РГПУ им. А. И. Герцена.

## Награды
- Январь 1913 — на Первом Всероссийском съезде по женскому  образованию, курсам была присуждена золотая медаль.